# Campoplex septentrionalis
Campoplex septentrionalis là một loài tò vò trong họ Ichneumonidae.